# Lega Pro Prima Divisione
La Prima Divisione della Lega Pro è stata la competizione maggiore organizzata dalla Lega Italiana Calcio Professionistico, già Lega Professionisti Serie C, per trentasei stagioni dal 1978 al 2014, e ha rappresentato il terzo livello del campionato italiano di calcio al di sotto della Serie B. Inizialmente chiamata Serie C1, solo nelle sue ultime sei edizioni la manifestazione assunse il nome di Prima Divisione, sebbene la FIGC avesse ufficialmente usato questa denominazione fin dal principio. Tutte le squadre della categoria disputavano la Coppa Italia di Serie C, mentre solo le migliori, determinate con criteri mutevoli di stagione in stagione, avevano l'opportunità di gareggiare anche nella Coppa Italia della Lega Nazionale Professionisti.
La Serie C1 si strutturava su 36 squadre ripartite in due distinti gironi generalmente suddivisi, specie nelle edizioni più antiche, su un criterio geografico tra Nord e Sud Italia, anche se talvolta si registrarono modalità alternative. Come la sottostante Serie C2, la competizione fu affetta da una progressiva instabilità finanziaria che comportò una sempre maggiore falsificazione dei risultati del campo, e occasionalmente fenomeni di sovrannumero o di posti vacanti nell'organico, tanto da spingere alfine all'abrogazione della categoria e alla restaurazione del previgente ordinamento del campionato di Serie C nell'ambito della riforma della Lega Pro.

## Storia
La riforma dei campionati che portò alla nascita della Serie C1 nel 1978 fu la soluzione a un contenzioso che si trascinava da due decenni. Se negli anni cinquanta infatti, le società di Serie C avevano approntato gli investimenti necessari al programmato inserimento del torneo nel nascente settore professionistico insieme alle due categorie superiori, la clamorosa eliminazione della nazionale nelle qualificazioni al Mondiale di Svezia aveva portato il commissario straordinario della FIGC, Bruno Zauli, a decidere di degradare invece la categoria nel settore semiprofessionistico insieme alla divisione sottostante, nel nome della riduzione dei costi. Il provvedimento fu subito alla stregua di una truffa dai dirigenti dei club che avevano speso ingenti somme di denaro in vista di una ben altra prospettiva, e diede vita a una corposa fazione favorevole alla ristrutturazione della terza serie in senso professionistico. Numerose singole deliberazioni su temi specifici vennero prese nel corso degli anni, ma per una riforma organica bisognò attendere ben quattro lustri.
Sul finire degli anni settanta la FIGC decise di liquidare il settore semiprofessionistico, trasportando la vecchia Serie C fra i professionisti e dividendola in due categorie, la maggiore delle quali sarebbe stata strutturata su due gironi, riprendendo l'idea di terza serie professionistica prefigurata vent'anni prima dal lodo Pasquale, ma poi cancellata dal progetto di Zauli. Il passaggio al nuovo regime fu semplice, selezionando le squadre classificatesi fino al dodicesimo posto in ciascuno dei tre gironi della Serie C 1977-1978, tenendo ovviamente conto dell'interscambio stagionale con la Serie B.
La Serie C1 nata nel 1978 fu divisa per ragioni geografiche, col gruppo A corrispondente al Nord Italia, e il B al Centro-sud. Le prime due classificate di ogni raggruppamento erano promosse in Serie B, mentre le ultime quattro erano retrocesse in Serie C2. Il percorso legislativo per la completa professionalizzazione della categoria si completò in due tappe, nel 1981 con la trasformazione della lega di Firenze nella Lega Nazionale Serie C, e nel 1986 con la sua ridenominazione in Lega Nazionale Professionisti Serie C (LNP-C) a testimonianza del coronamento del passaggio epocale al professionismo. Per tre lustri il regolamento fu del tutto stabile: solo in occasione del campionato 1987-1988, per l'effetto a cascata dell'allargamento della Serie A, fu aggiunta una straordinaria promozione per la vincente di uno speciale spareggio fra le due terze classificate, mentre le due quartultime vennero risparmiate dalla retrocessione. Fu invece dal 1991-1992 che, a causa della riduzione della sottostante Serie C2, le retrocessioni scesero definitivamente a tre per girone.
Nel 1993-1994 si assistette a due novità: vennero introdotti in via sperimentale i tre punti per vittoria, già applicati in alcuni campionati esteri e poi estesi in tutte le categorie calcistiche italiane, e fu inaugurato il meccanismo dei play-off per la promozione e dei play-out per la retrocessione. L'ascesa in Serie B venne così regolamentata: la vincitrice di ogni girone saliva direttamente, mentre le squadre classificatesi dal secondo al quinto posto disputavano play-off così programmati: la seconda contro la quinta e la terza contro la quarta, con la gara di ritorno giocata in casa della squadra meglio classificata e, in caso di parità di punti, il ricorso alla differenza reti per determinare la squadra vincente; in caso di ulteriore parità veniva considerata vincente la squadra in migliore posizione di classifica al termine del campionato regolare. La finale si articolava sul medesimo schema, tranne la possibilità della disputa dei tempi supplementari. Per quanto riguarda i play-out, che invece riguardavano la retrocessione e coinvolgevano le società classificate dal quintultimo al penultimo posto, il meccanismo era il medesimo, salvo il fatto che in questo caso il turno era unico onde determinare le due relegate. L'ultima classificata al termine del campionato regolare invece retrocedeva direttamente in Serie C2.
Gli anni duemila, che si aprirono con l'inaugurazione della Supercoppa di Lega di Serie C, portarono invece elementi di instabilità nel regolare svolgimento del campionato. Dal 2004 al 2012 sono stati utilizzati criteri variabili per la suddivisione dei gironi: a volte il criterio geografico ovest-est, a volte il più tradizionale criterio nord-sud, altre volte criteri non geografici. Ma fu l'instabilità economica, comune alla sottostante C2, a caratterizzare progressivamente la categoria, falsandone gli esiti. Nel 2004-2005 in particolare, a causa della tardiva riammissione del Como inizialmente escluso dalla FIGC per motivi finanziari, si ebbero 37 squadre complessive ed il girone A fu composto da 19 compagini. L'operazione d'immagine della stagione 2008-2009, all'inizio della quale la Lega di Serie C cambiò il nome in Lega Italiana Calcio Professionistico, col parallelo abbandono dello storico soprannome di Serie C1 attribuito al campionato a favore di quello ufficiale di Prima Divisione, non sortì alcun cambiamento nella sostanza. Dopo che nella stagione 2012-2013, per la prima volta, il campionato si svolse con tre vacanze d'organico per la mancanza di società disposte a pagare la tassa d'iscrizione, la FIGC capì che era giunto il momento di accelerare il percorso di riforma dei campionati.
Il 21 novembre 2012 il Consiglio Federale della FIGC approvò dunque la riduzione dell'organico della Lega Pro a 60 squadre a decorrere dal 2014, con una divisione unica suddivisa in tre gironi da 20 come accadeva prima del 1978. Per la Prima Divisione 2013-2014 non venne prevista alcuna retrocessione, mentre per salvaguardare la competitività del torneo, i play-off furono ampliati a otto squadre per girone, ossia fino alla nona classificata, con quarti di finale in gara unica in casa delle meglio piazzate. Per superare l'opposizione dell'Assocalciatori bisognò accettare la cancellazione dell'obbligatorietà dell'utilizzo dei due giovani già dal 2013. Le ultime gare della categoria furono giocate il 7 giugno 2014 con le finali di ritorno dei play-off, dopo le quali il campionato fu soppresso.

## Le squadre
Sono 175 i club che hanno preso parte alle 36 edizioni della Serie C1/Lega Pro Prima Divisione giocate dal 1978-79 al 2013-14. In corsivo le squadre che non hanno mai raggiunto la Serie B.
- 23 volte:  SPAL
- 22 volte:  Carrarese
- 21 volte:  Benevento,  Reggiana,  Spezia
- 20 volte:  Salernitana
- 18 volte:  Arezzo,  Prato
- 17 volte:  Como,  Foggia,  Nocerina[9]
- 16 volte:  Modena,  Monza,  Ternana
- 15 volte:  Casarano,  Livorno,  Lucchese,  Lumezzane
- 14 volte:  Alessandria,  Avellino,  Barletta,  Cremonese,  Giulianova,  Padova,  Siena,  Taranto
- 13 volte:  Pavia,  Perugia,  Pisa,  Pistoiese
- 12 volte:  Ancona,  Carpi,  Chieti,  Empoli,  Juve Stabia,  Reggina,  Sambenedettese
- 11 volte:  Casertana,  Catania,  Fidelis Andria,  Vicenza,  Novara,  Piacenza,  Rimini,  Trento,  Treviso,  Triestina,  Virtus Lanciano
- 10 volte:  Cavese,  Cosenza,  Fano,  Ischia Isolaverde,  Lecco,  Lodigiani,  Mantova,  Paganese,  Pro Patria,  Pro Sesto,  Siracusa,  Torres,  Varese
- 9 volte:  Acireale,  Fermana,  Palermo,  Teramo
- 8 volte:  Ascoli,  Cittadella,  Massese,  Monopoli,  Montevarchi,  Ravenna,  Sorrento,  Vis Pesaro
- 7 volte:  Atletico Catania,  Francavilla,  Frosinone,  Martina,  Sanremese,  Sora,  Venezia
- 6 volte:  AlbinoLeffe,  Alzano Virescit,  Brescello,  Campobasso,  Casale,  Catanzaro,  Cesena,  Crotone,  Foligno,  Giarre,  Gualdo,  Legnano,  Nola,  Parma,  Pescara,  Turris
- 5 volte:  Brindisi,  Campania,  Castel di Sangro,  Chievo,  Fiorenzuola,  Forlì,  L’Aquila,  Licata,  Messina,  Pergocrema,  Potenza,  Rende,  Rondinella Marzocco,  Savoia,  Trapani,  Viareggio,  Viterbese
- 4 volte:  Campania Puteolana,  Grosseto,  Latina,  Leffe,  Palazzolo,  Portogruaro,  San Marino,  Sangiovannese,  Saronno,  Südtirol,  Verona,  Virescit Boccaleone
- 3 volte:  Battipagliese,  Bologna,  Brescia,  Centese,  Derthona,  Feralpisalò,  Gallipoli,  Gubbio,  Lecce,  Manfredonia,  Matera,  Sant'Angelo
- 2 volte:  Akragas,  Baracca Lugo,  Bassano Virtus,  Biellese,  Cagliari,  Civitanovese,  Gela,  Marsala,  Napoli,  Ospitaletto,  Paternò,  Pizzighettone,  Pontedera,  Pro Vercelli,  Real Marcianise,  Sassuolo,  Tritium,  Virtus Entella
- 1 volta:  Asti,  Atalanta,  Atletico Roma,  Avezzano,  Bari,  Crevalcore,  Cuneo,  Fanfulla,  Figline,  Genoa,  Ivrea,  Jesina,  Leonzio,  Mestre,  Pescina VG,  Rhodense,  Sandonà,  Savona,  Vittoria

## Record
- Record di punti con vittoria a 3 punti:
  - Girone A: 81 -  Bologna (1994-1995)
  - Girone B: 72 - Nocerina (2010-2011)
  - Record per il maggior numero di punti in casa: 47 -  Como (2000-2001)
  - Record per il maggior numero di punti fuori casa: 36 - Bologna (1994-1995)
- Migliore media punti con vittoria a 3 punti: 2,38 - Bologna (1994-1995)
- Record di punti con vittoria a 2 punti:
  - Girone A: 52 - Piacenza (1986-1987)
  - Girone B: 48 - Taranto (1989-1990)
- Maggior distacco sulla seconda classificata: 
  - Girone A: 22 punti - del Bologna sulla Pistoiese (1994-95)
  - Girone B: 13 punti - del Napoli sul Frosinone (2005-2006)
- Record di vittorie in un singolo campionato: 24 - Bologna (1994-1995)
- Record di vittorie in casa in un singolo campionato: 15 - Como (1978-1979 e 2000-2001), Piacenza (1986-1987), Reggiana (1988-1989), Avellino (2002-2003) e Ravenna (2006-2007)
- Record di vittorie fuori casa in un singolo campionato: 10 - Bologna (1994-1995)
- Record di minor numero di sconfitte in un singolo campionato: 1 - Brescia (1984-85), Bologna (1994-95), Ternana (1997-98), Livorno (2001-02), Pro Vercelli (2013-14)
- Record di gare consecutive senza sconfitte:  39 - Ternana (1996-97) 8 Giornate e (1997-98) 31 Giornate
- Record di gare consecutive senza sconfitte in casa: 32 - Napoli (2004-2005) 15 Giornate e (2005-2006) 17 Giornate
- Record di gare consecutive senza sconfitte in trasferta:

- Record di pareggi in un singolo campionato: 22 - Ternana (1983-1984) e Palazzolo (1991-1992)
- Record di gol fatti in un singolo campionato: 67 - Foggia (2010-11)
- Record di minor numero di gol subiti in un singolo campionato: 9 - Modena (1989-1990)
- Record di migliore differenza reti in un singolo campionato: +42 - Bologna (1994-1995)

Maggior numero di spettatori in una gara: 62.163 spettatori Napoli-Avellino (2004-2005)  
- La Salernitana è la squadra che aveva realizzato il maggior numero di partecipazioni consecutive, ossia 12, dal 1978 al 1990, che salirebbero a 23 considerando gli 11 campionati consecutivi di Serie C che precedevano la riforma.
- La società che da più tempo afferiva alla categoria al momento della sua abolizione era la Cremonese, che disputava il campionato dalla stagione 2006-2007 (10 stagioni consecutive).
- Lo Spezia fu l'unica squadra a vincere nello stesso anno, il 2012, sia il girone del campionato, sia la Supercoppa di Lega di Prima Divisione, sia la coppa di categoria cogliendo il successo nella Coppa Italia Lega Pro.
- Il record di marcature, limitatamente alla C1/Prima divisione,  in un'unica stagione di Lega Pro (prima divisione) è di Andrea De Florio con 28 gol nella stagione 1999/00 allora Serie C1, con la maglia del Crotone.